# هيلين كيفريتش
هيلين كيفريك (ولدت في 21 مارس 2008) هي لاعبة جمباز فني ألمانية. مثلت ألمانيا في دورة الألعاب الأولمبية الصيفية 2024. على مستوى الناشئين فازت باللقب الشامل والعديد من الألقاب الفردية في 2022 و2023 مهرجان الشباب الأوروبي الأوليمبي، بالإضافة إلى بطلة أوروبا الشاملة في بطولة أوروبا للناشئين 2022. بالإضافة إلى ذلك، فهي صاحبة الميدالية الفضية في عارضات غير متساوية في بطولة العالم للناشئين 2023.
في دورة الألعاب الأولمبية الصيفية 2024، تأهلت إلى نهائيات الجمباز الشامل والعارضة غير المتساوية. خلال نهائي الجمباز الشامل احتلت المركز الثامن بشكل عام. وبذلك أصبحت لاعبة الجمباز الألمانية الموحدة الأعلى ترتيبًا في نهائي الجمباز الشامل، متجاوزة أوكسانا تشوسوفيتينا وإليزابيث زايتس في المركز التاسع في عامي 2008 و2020 على التوالي. خلال نهائي عارضات غير متساوية، احتلت المركز السادس.